# Хмельничное (Ярославская область)
Хмельничное — опустевшая деревня в Даниловском районе Ярославской области. Входит в состав Дмитриевского сельского поселения.

## География
Находится в северо-восточной части Ярославской области на расстоянии приблизительно 13 км на юг-юго-запад по прямой от города Данилова, административного центра района.

## История
В 1859 году здесь (деревня Даниловского уезда Ярославской губернии) было учтено 8 дворов, в 1898 — 21.

## Население
Численность населения: 61 человек (1859 год), 0 как в 2002 году, так и в 2010.